# Accademia di belle arti Rosario Gagliardi
L'Accademia di belle arti "Rosario Gagliardi" di Siracusa è dedicata all'architetto siciliano Rosario Gagliardi.

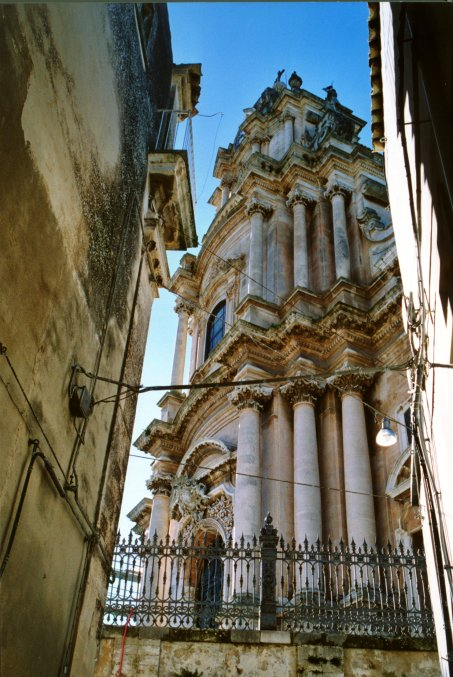
Un esempio dei lavori architettonici di Rosario Gagliardi, la chiesa di San Giorgio a Ragusa

## Storia
Nel 1995, è nata a Siracusa l'accademia di belle arti "Rosario Gagliardi", istituzione di grado universitario legalmente accreditata dal Ministero dell'istruzione, dell'università e della ricerca. 

## Struttura
Nel 2016 l'Accademia ha lanciato MADE Program (Mediterranean arts and design), programma educativo articolato in una serie di trienni e bienni specialistici legalmente riconosciuti, finalizzati alla riscoperta e alla valorizzazione del patrimonio di competenze artistiche e artigianali locali rielaborati in chiave contemporanea. Il programma si articola in quattro indirizzi:
- arti visive (grafica, fotografia, video)
- design
- moda
- animazione e game design